# گمینا بوچکوویتسه
گمینا بوچکوویتسه (به لهستانی:  Gmina Buczkowice) یک گمینا در لهستان است که در شهرستان بیلسکو واقع شده‌است. گمینا بوچکوویتسه ۱۹٫۳۳ کیلومتر مربع مساحت و ۱۰٬۵۸۰ نفر جمعیت دارد.